# Caramelo masticable

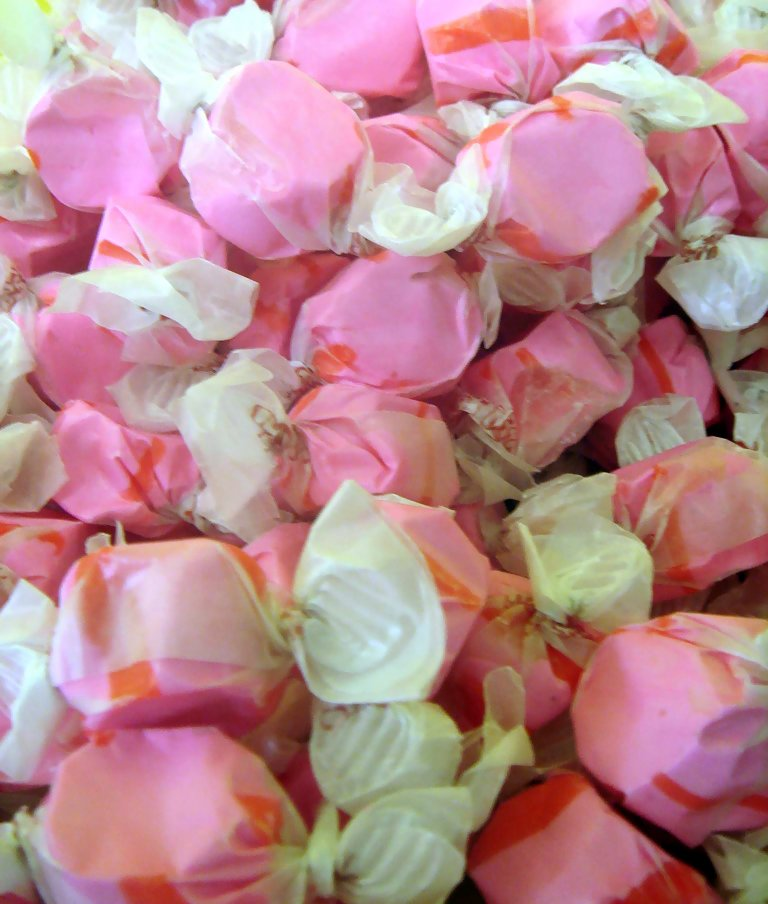
Caramelos masticables de cereza.

Se llama caramelo masticable a cualquier tipo de caramelo cuya textura permite que sea consumido masticándolo, en lugar de chupándolo. Tradicionalmente se elabora extendiendo o estirando una masa pegajosa de azúcar cocida, mantequilla o aceite vegetal, aromas y colorantes hasta que queda suave y esponjosa. Cuando este proceso está completo, se enrolla, se corta en porciones de tamaño adecuado y se envuelve en papel encerado para mantenerlo tierno. Suele elaborarse con sabor a fruta, pero también pueden encontrarse otras variantes.
La mayoría de las versiones comerciales modernas se hacen principalmente con jarabe de maíz, glicerina y mantequilla. Existen marcas, como Laffy Taffy y Airheads que no contienen ingredientes de origen animal. El proceso de estirado, que hace al caramelo más ligero y masticable, consiste en extender la masa, doblarla y volver a extenderla repetidas veces.